# Symfonie nr. 4 (Koppel)
Herman D. Koppel componeerde zijn Symfonie nr. 4 opus 42 in juni, juli en augustus 1946. Alhoewel gecomponeerd toen de Tweede Wereldoorlog was afgelopen heeft deze toch zijn sporen in de muziek van Koppel achtergelaten.
Vanwege zijn joodse achtergrond moest Koppel, hoewel hij met een protestantse vrouw getrouwd was, naar Zweden vluchten. Hij zat daar redelijk veilig, maar moest zich zorgen maken om zijn achtergebleven familie. Toen hij na de oorlog terugkeerde bleek dat een groot deel van zijn van familie was afgevoerd naar de concentratiekampen van nazi-Duitsland. Onder dit gesternte begon Koppel aan zijn vierde symfonie. De eerste uitvoering vond plaats op 7 november 1946 in Kopenhagen door Thomas Jensen met het Deens Radio Symfonieorkest. Anders Rachlew was de pianoleraar van Koppel.

## Muziek
Deze symfonie heeft een klassieke opbouw, waarbij zoals vaker, de laatste twee delen zijn samengevoegd.

### Delen
1. Andante (16 minuten)
2. Intermezzo scherzando – Molto Allegro (5)
3. Andante recitando – Allegro (13)

De symfonie laat meteen het centrale thema van de muziek horen; een ritmisch motief start de symfonie vanuit de percussie; het eerste andere muziekinstrument dat klinkt is een zeer eenzaam klinkende basklarinet. De symfonie komt daarna op gang. Bij Koppel geen lange muzikale zinnen, maar een haast fragmentarische opzet. Wat de symfonie bindt, is die ritmische figuur, die als een ostinato door diverse stemmen binnen het gehele orkest wordt overgenomen. Ook het eind bestaat uit die ritmische figuur, hier voorgegaan door de klarinet. Koppel maakte weleens een uitstapje naar jazzachtige figuren binnen zijn klassieke muziek; hier bleef dat totaal afwezig, op het vreemde ritmische hoofdpatroon na.

### Orkestratie
- 3 dwarsfluiten,2 hobo’s, 3 klarinetten, 2 fagotten
- 3 hoorns, 3 trompetten, 3 trombones, 1 tuba
- 1 stel pauken, percussie en celesta
- 14 eerste violen, 12 tweede violen, 8 altviolen, 8 celli, 6 contrabassen.

## Discografie
- Uitgave Dacapo: Aalborg Symfoniorkester o.l.v. Moshe Atzmon; opname augustus 2000.

## Bron
- de Dacapo compact disc
- hermankoppel.dk voor orkestratie